# Scoparia mexicana
Scoparia mexicana là một loài thực vật có hoa trong họ Mã đề. Loài này được R.E. Fr. miêu tả khoa học đầu tiên năm 1907.